# Mortes em novembro de 2008
Mortes em 2008: ← Janeiro – Fevereiro – Março – Abril – Maio – Junho – Julho – Agosto – Setembro – Outubro – Novembro – Dezembro →
Esta é uma relação de pessoas notáveis que morreram durante o mês de novembro de 2008, listando nome, nacionalidade, ocupação e ano de nascimento.

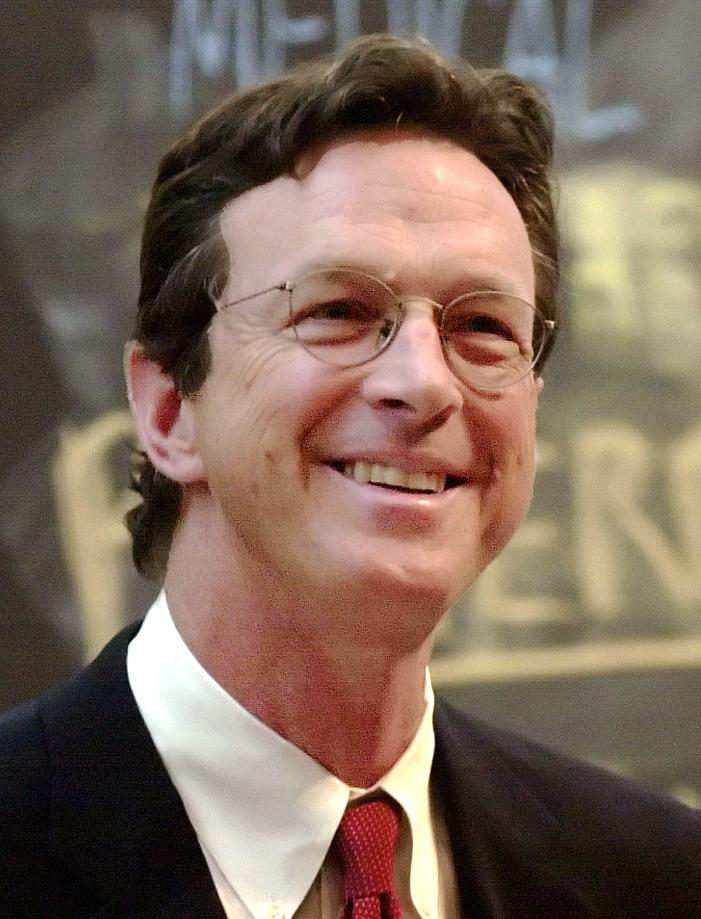
Michael Crichton, escritor norte-americano.

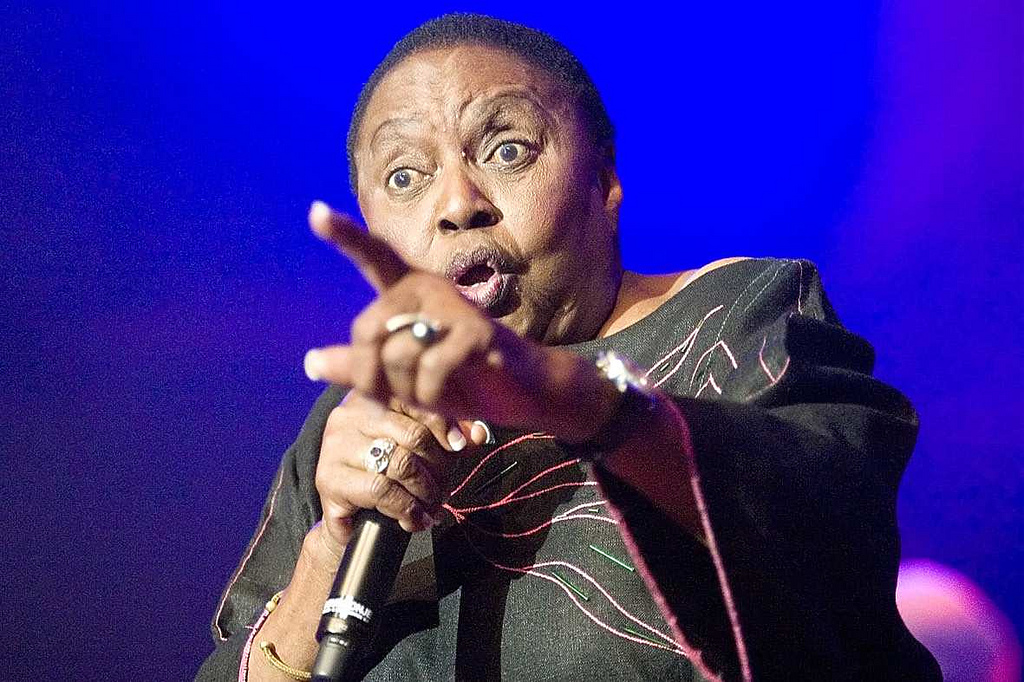
Miriam Makeba, cantora sul-africana.

| Dia | Nome                    | Profissão ou motivo de reconhecimento | Nacionalidade  | Ano de nasc. | Ref         |
| --- | ----------------------- | ------------------------------------- | -------------- | ------------ | ----------- |
| 1   | Yma Sumac               | Contralto                             | Peru           | 1922         | [ 1 ]       |
| 4   | Michael Crichton        | Escritor                              | Estados Unidos | 1942         | [ 2 ]       |
| 5   | Mussa Demes             | Político                              | Brasil         | 1940         | [ 3 ]       |
| 6   | Larry James             | Atleta                                | Estados Unidos | 1947         | [ 4 ]       |
| 7   | José Bezerra Coutinho   | Bispo                                 | Brasil         | 1910         | [ 5 ]       |
| 7   | Mieczysław Rakowski     | Político                              | Polónia        | 1926         | [ 6 ]       |
| 8   | Régis Genaux            | Futebolista e treinador               | Bélgica        | 1973         | [ 7 ] [ 8 ] |
| 9   | Dulce Damasceno         | Jornalista                            | Brasil         | 1926         | [ 9 ]       |
| 10  | Miriam Makeba           | Cantora                               | África do Sul  | 1932         | [ 10 ]      |
| 13  | Pedro Pinheiro          | Ator                                  | Portugal       | 1939         | [ 11 ]      |
| 15  | Claudio Seto            | Desenhista                            | Brasil         | 1944         | [ 12 ]      |
| 16  | Bruno Maldaner          | Bispo                                 | Brasil         | 1924         | [ 13 ]      |
| 20  | Fábio Junqueira         | Ator e diretor                        | Brasil         | 1955         | [ 14 ]      |
| 22  | Carlos Alberto Vaccari  | Ator e dublador                       | Brasil         | 1944         | [ 15 ]      |
| 22  | MC Breed                | Cantor                                | Estados Unidos | 1971         | [ 16 ]      |
| 23  | Celso Garcia            | Jornalista                            | Brasil         | 1929         | [ 17 ]      |
| 26  | Vitaly Karayev          | Político                              | Rússia         | 1962         | [ 18 ]      |
| 26  | Edna Parker             | Supercentenária                       | Estados Unidos | 1893         | [ 19 ]      |
| 28  | Janete Costa            | Arquiteta e curadora                  | Brasil         | 1932         | [ 20 ]      |
| 29  | Marcelo Portugal Gouvêa | Dirigente esportivo                   | Brasil         | 1938         | [ 21 ]      |